# Валеијута (Пескара)
Валеијута (итал. Valleiuta) је насеље у Италији у округу Пескара, региону Абруцо.
Према процени из 2011. у насељу је живело 29 становника. Насеље се налази на надморској висини од 188 м.